# فلوريد الغاليوم الثلاثي
 فلوريد الغاليوم الثلاثي مركب كيميائي له الصيغة GaF3، ويكون على شكل مسحوق بلوري أبيض.